# Булбулян, Артур
Артур Булбулян (арм. Արթուր Բուլբուլյան; англ. Arthur H. Bulbulian; 20 декабря 1900, Кесария, Османская империя — 23 июня 1996, Олмстед, Миннесота, США)  — американский изобретатель и учёный армянского происхождения, специалист по протезированию лица, пионер в области кислородных масок.

## Биография
Родился в семье Акопа Булбуляна и Наоми Ийнеджян в городе Кесария. В 1920 году переехал в США. Получил степень бакалавра в Миддлберийском колледже, а после и степень магистра в нём.
В 1928 году поступил в Школу стоматологии Миннесотского университета и получил степень доктора стоматологической хирургии.
В 1927—1928 годах работал ассистентом музея естественной истории Университет Айовы. В 1931—1932 годы преподавал в стоматологическом колледже Миннесотского университета. Там же в 1965—1996 годах работал профессором челюстно-лицевого протезирования.
В 1941 году изобрёл кислородную маску A-14 для Военно-воздушных сил США. Она была морозостойкой, обладала микрофоном для радиосвязи и позволяла пилоту разговаривать и принимать пищу, не снимая шлем. Маска Булбуляна стала прототипом для дальнейших разработок в этом направлении и его пригласили к сотрудничеству известные специалисты Рандолф Лавлейс и Уолтер Ботби. Втроём они создали кислородную маску ВLВ (Ботби, Лавлейс, Булбулян). Она могла применяться в медицине и в авиации для полетов на больших высотах.
Артур Булбулян умер 23 июня 1996 года. Был похоронен в штате Миннесота в округе Олмстед.